# I Feel So
Singles de Box Car Racer
There Is
(2003)
Pistes de Box Car Racer
All Systems Go
(02)
I Feel So est une chanson du groupe Box Car Racer. Elle apparait sur l'album Box Car Racer, c'est le premier single de l'album sorti le 6 juin 2002.

## Liste des pistes
| I Feel So | I Feel So | I Feel So     | I Feel So | I Feel So | I Feel So | I Feel So | I Feel So | I Feel So | I Feel So |
| No        | Titre     | Auteur        | Durée     |           |           |           |           |           |           |
| --------- | --------- | ------------- | --------- | --------- | --------- | --------- | --------- | --------- | --------- |
| 1.        | I Feel So | Box Car Racer | 4:31      |           |           |           |           |           |           |
| 4:31      |           |               |           |           |           |           |           |           |           |